# Talk Shows on Mute
"Talk Shows on Mute" é uma canção escrita por Brandon Boyd, Mike Einziger, Ben Kenney, Chris Kilmore e Jose Pasillas, gravada pela banda Incubus.
É o segundo single do quinto álbum de estúdio lançado em 2004, A Crow Left of the Murder....

## Desempenho nas paradas musicais
| Ano  | Parada musical                              | Posição |
| ---- | ------------------------------------------- | ------- |
| 2004 | Estados Unidos - Hot Mainstream Rock Tracks | 18      |
| 2004 | Estados Unidos - Alternative Songs          | 3       |